# ダニエル・ギガクス
ダニエル・ギガクス（Daniel Gygax, 1981年8月28日 - ）は、スイス・チューリッヒ州チューリッヒ出身の元サッカー選手。現役時代のポジションはMF。苗字は“ギガックス”と表記される場合もある。

## 経歴
2002年にUEFA U-21欧州選手権に出場した。A代表には、2004年3月31日の親善試合ギリシャ代表戦でデビューした。2006 FIFAワールドカップにも出場した。2008年までに35試合に出場、5得点をあげた。

## 所属クラブ
- FCチューリッヒ 1998-2001
- FCヴィンタートゥール 2001
- FCアーラウ 2001-2002
- FCチューリッヒ 2002-2005
- リール 2005-2006
- FCメス 2007-2008
- 1.FCニュルンベルク 2008-2010
- FCルツェルン 2010-2014
- FCアーラウ 2014-2015
- FCル・モン 2015-2016
- FCツーク94 2016-2017

## 代表歴

### 出場大会
- スイス代表
  - 2006 FIFAワールドカップ

### 試合数
- 国際Aマッチ 35試合 5得点（2004年-2008年）[1]

| スイス代表 | 国際Aマッチ | 国際Aマッチ |
| 年         | 出場        | 得点        |
| ---------- | ----------- | ----------- |
| 2004       | 8           | 1           |
| 2005       | 11          | 2           |
| 2006       | 9           | 2           |
| 2007       | 2           | 0           |
| 2008       | 5           | 0           |
| 通算       | 35          | 5           |

## タイトル
- FCチューリッヒ

スイス・カップ 2000, 2005
- FCメス

リーグ・ドゥ 2007